# Heliocopris helleri
Heliocopris helleri là một loài bọ cánh cứng trong họ Bọ hung (Scarabaeidae).